# Дамбел
Да̀мбел (на италиански: Dambel) е село и община в Северна Италия, автономна провинция Тренто, автономен регион Трентино-Южен Тирол. Разположено е на 751 m надморска височина. Населението на общината е 431 души (към 2018 г.).